# Joseph Bukiet
Joseph Bukiet (ur. 28 listopada 1896 w Łodzi, zm. w 2 marca 1984 w Paryżu) – francuski architekt polskiego pochodzenia.

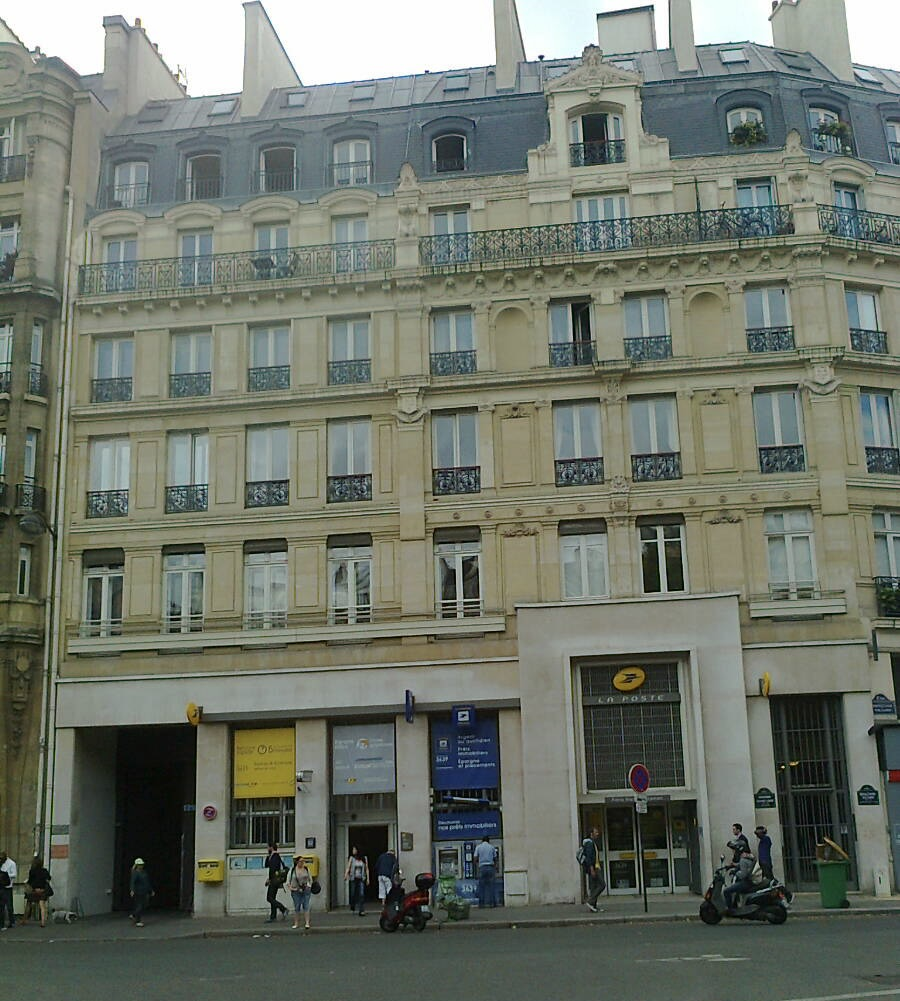
Budynek z urzędem pocztowym przy rue Voltaire 1 w Paryżu (1957)

Po ukończeniu szkoły budowlanej pierwszego stopnia od 1918 studiował w École de Beaux-Arts na Wydziale Architektury w pracowni Léona Jaussely, dyplom ukończenia uczelni otrzymał w 1922. Po ukończeniu nauki podjął pracę w pracowni architektonicznej prowadzonej przez swojego promotora, w ciągu dziesięciu lat zaprojektował wiele urzędów pocztowych w Paryżu i regionie paryskim. Był architektem budynku Regionalnej Dyrekcji Poczt i Telegrafów w Tuluzie i urzędu pocztowego przy rue Colloseum w Paryżu. Po śmierci Léona Jaussely w 1933 otrzymał nominację na głównego architekta Ministerstwa Poczty i Telegrafu i nadal projektował urzędy pocztowe. Do jednego z najciekawszych projektów należy zaliczyć zaprojektowany wspólnie z André Guttonem w 1953 budynek poczty w Paryżu przy Boulevard de Bonne-Nouvelle.

## Wyróżnienia
- kawaler Legii Honorowej (1947)
- kawaler Orderu Zasługi Pocztowej (1955)
- oficer Legii Honorowej (1956)
- Wielki Medal Centralnego Towarzystwa Architektów (fr. Grande Médaille de la Société Centrale des Architectes)[1]

## Inne projekty
- Budynek Banku Litwy (1924) I miejsce
- Krajowy Instytut Niewidomych w Argentynie, wspólnie z R.Prud’homme (1926) III miejsce
- Szpital przeciwgruźliczy w Łodzi (1926) II miejsce